# سباركس (تكساس)
سباركس (بالإنجليزية: Sparks CDP, Texas)‏ هي منطقة سكنية تقع بولاية تكساس في الولايات المتحدة. تبلغ مساحتها 3.5 كم2، وترتفع عن سطح البحر 1162 م، بلغ عدد سكانها 4,529 نسمة في عام 2010 حسب إحصاء مكتب تعداد الولايات المتحدة وتصل الكثافة السكانية فيها 1,294 نسمة لكل كيلومتر مربع (3,351.4/ميل2).

## التركيبة السكانية
حدّد مكتب تعداد الولايات المتحدة بيانات التركيبة السكانية لسباركس في تعداد الولايات المتحدة. في ما يلي، التركيبة السكانية حسب تعدادي 2000 و2010.

### تعداد عام 2000
بلغ عدد سكان سباركس 2,974 نسمة بحسب تعداد عام 2000، وبلغ عدد الأسر 718 أسرة وعدد العائلات 655 عائلة مقيمة في المنطقة السكنية. في حين سجلت الكثافة السكانية 849.7 نسمة لكل كيلومتر مربع (2,200.7/ميل2). وبلغ عدد الوحدات السكنية 793 وحدة بمتوسط كثافة قدره 226.6 لكل كيلومتر مربع (586.9/ميل2).
وتوزع التركيب العرقي للمنطقة السكنية بنسبة 70.75% من البيض و0.17% من الأمريكيين الأصليين و0.17% من الأمريكيين ذوي الأصول الآسيوية و28.11% من الأعراق الأخرى و0.81% من عرقين مختلطين أو أكثر و99.46% من الهسبانيون أو اللاتينيون من أي عرق.
بلغ عدد الأسر 718 أسرة كانت نسبة 75.5% منها لديها أطفال تحت سن الثامنة عشر تعيش معهم، وبلغت نسبة الأزواج القاطنين مع بعضهم البعض 69.1% من أصل المجموع الكلي للأسر، ونسبة 15.9% من الأسر كان لديها معيلات من الإناث دون وجود شريك،  بينما كانت نسبة 6.3% من الأسر لديها معيلون من الذكور دون وجود شريكة وكانت نسبة 8.8% من غير العائلات. تألفت نسبة 7.4% من أصل جميع الأسر من عدة أفراد يعيشون في نفس المنزل ونسبة 2.2% كانت تتألف من شخص يعيش بمفرده يبلغ من العمر 65 عاماً أو أكثر. وبلغ متوسط حجم الأسرة المعيشية 4.14، أما متوسط حجم العائلات فبلغ 4.37.
بلغ العمر الوسطي للسكان 22.1 عاماً. وكانت نسبة 42.8% من القاطنين تحت سن الثامنة عشر، وكانت نسبة 11.9% بين الثامنة عشر والرابعة والعشرين عاماً، ونسبة 27.6% كانت واقعةً في الفئة العمرية ما بين الخامسة والعشرين والرابعة والأربعين عاماً، ونسبة 13.5% كانت ما بين الخامسة والأربعين والرابعة والستين، ونسبة 4.2% كانت ضمن فئة الخامسة والستين عاماً فما فوق. يوجد لكل 100 أنثى 95.4 ذكر، ويوجد لكل 100 أنثى في الثامنة عشر من عمرها فما فوق 92.1 ذكر.
بلغ متوسط دخل الأسرة في المنطقة السكنية 21,964 دولارًا، أما متوسط دخل العائلة فبلغ 24,286 دولارًا. وكان متوسط دخل الذكور 15,897 دولارًا مقابل 14,395 دولارًا للإناث. وسجل دخل الفرد الخاص بالمنطقة السكنية 6,068 دولارًا. وكانت نسبة 34.1% من العائلات ونسبة 38% من السكان تحت خط الفقر، وكان من هؤلاء نسبة 42.3% تحت سن الثامنة عشر ونسبة 60.2% في الخامسة والستين من العمر وما فوق.

### تعداد عام 2010
بلغ عدد سكان سباركس 4,529 نسمة بحسب تعداد عام 2010، وبلغ عدد الأسر 1,222 أسرة وعدد العائلات 1,042 عائلة مقيمة في المنطقة السكنية. في حين سجلت الكثافة السكانية 1,294 نسمة لكل كيلومتر مربع (3,351.4/ميل2). وبلغ عدد الوحدات السكنية 1,312 وحدة بمتوسط كثافة قدره 374.9 لكل كيلومتر مربع (971.0/ميل2).
وتوزع التركيب العرقي للمنطقة السكنية بنسبة 90.17% من البيض و0.13% من الأمريكيين الأفارقة و0.57% من الأمريكيين الأصليين و0.13% من الأمريكيين ذوي الأصول الآسيوية و8.66% من الأعراق الأخرى و0.33% من عرقين مختلطين أو أكثر و99.09% من الهسبانيون أو اللاتينيون من أي عرق.
بلغ عدد الأسر 1,222 أسرة كانت نسبة 60.8% منها لديها أطفال تحت سن الثامنة عشر تعيش معهم، وبلغت نسبة الأزواج القاطنين مع بعضهم البعض 60.3% من أصل المجموع الكلي للأسر، ونسبة 18.7% من الأسر كان لديها معيلات من الإناث دون وجود شريك،  بينما كانت نسبة 6.2% من الأسر لديها معيلون من الذكور دون وجود شريكة وكانت نسبة 14.7% من غير العائلات. تألفت نسبة 12.7% من أصل جميع الأسر من عدة أفراد يعيشون في نفس المنزل ونسبة 4.7% كانت تتألف من شخص يعيش بمفرده يبلغ من العمر 65 عاماً أو أكثر. وبلغ متوسط حجم الأسرة المعيشية 3.71، أما متوسط حجم العائلات فبلغ 4.08.
بلغ العمر الوسطي للسكان 25.8 عاماً. وكانت نسبة 35.4% من القاطنين تحت سن الثامنة عشر، وكانت نسبة 13.3% بين الثامنة عشر والرابعة والعشرين عاماً، ونسبة 26.6% كانت واقعةً في الفئة العمرية ما بين الخامسة والعشرين والرابعة والأربعين عاماً، ونسبة 18.2% كانت ما بين الخامسة والأربعين والرابعة والستين، ونسبة 6.5% كانت ضمن فئة الخامسة والستين عاماً فما فوق. وتوزع التركيب الجنسي للسكان بنسبة 49.8% ذكور و50.2% إناث.